# Torre Vescomtal
La Torre Vescomtal és un edifici del municipi de Girona que forma part de l'Inventari del Patrimoni Arquitectònic de Catalunya.

## Descripció
És una torre cilíndrica d'origen romànic i amb carreus reaprofitats d'origen romà. Damunt el carrer es veu finestra de punt rodó amb dovelles bicolors. Està unida a un llenç de mur amb porta oberta posteriorment. Aquest llenç és la continuació de la muralla de la mateixa època que la torre.

## Història
Els romans crearen una torre quadrada vers el segle iii, que enllaçava amb la resta de muralles romanes de Girona. Vers el 1000, els comtes redreçaren les muralles, i ací es feu cilíndrica. El comte Ramon Borrell podria haver-la encomanat al senyor de Cabrera, que hi deixà a Guifred Vidal com a primer casteller. El 1250 es diu castell de Recasens. El 1362 el castell resta inclòs dins la ciutat per eixamplar-se les muralles. S'usarà, de tant en tant, com a presó. Actualment pertany al Convent de les Esclaves.